# Daniela Schadt

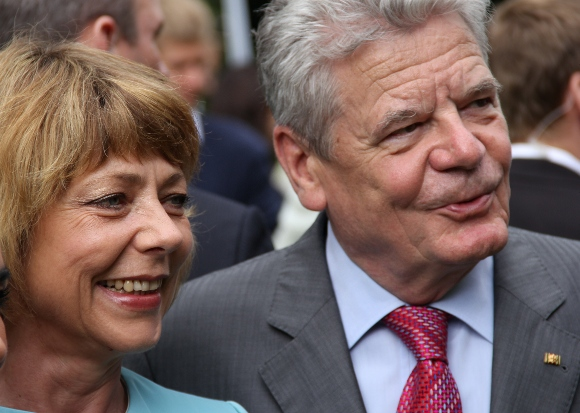
Daniela Schadt och Joachim Gauck.

Daniela Schadt, född 3 januari 1960 i Hanau, Hessen, är en tysk journalist och tidigare inrikesredaktör på Nürnberger Zeitung, känd för sitt samboförhållande med Tysklands tidigare förbundspresident Joachim Gauck.  Som Gaucks partner verkade hon under hans presidentperiod som Tysklands första dam.

## Biografi
Daniela Schadt växte upp i Hanau i Hessen, där hennes föräldrar ägde lackfabriken Schadt & Co. Hon studerade efter avlagd gymnasieexamen 1978 tyska, statsvetenskap och franskspråkig litteratur vid Goethe-universitetet i Frankfurt am Main.  Mellan 1985 och 2012 arbetade hon på Nürnberger Zeitung, där hon sedermera blev inrikesredaktör.
Hon är mest känd för sitt förhållande sedan 2000 med Joachim Gauck, som hon träffade vid ett föredrag i Nürnberg under hans tid som chef för Stasiarkivsmyndigheten, BStU. I mars 2012 valdes Gauck till posten som Tysklands förbundspresident med bred majoritet.  Schadt lämnade i samband med valet sin anställning som redaktör i Nürnberg för att flytta till Berlin och rollen som Tysklands första dam, vilket bland annat innebär att vara beskyddare för ett antal ideella stiftelser. Paret har inga gemensamma barn; Gauck har dock vuxna barn i sitt äktenskap.